# Santa Giustina

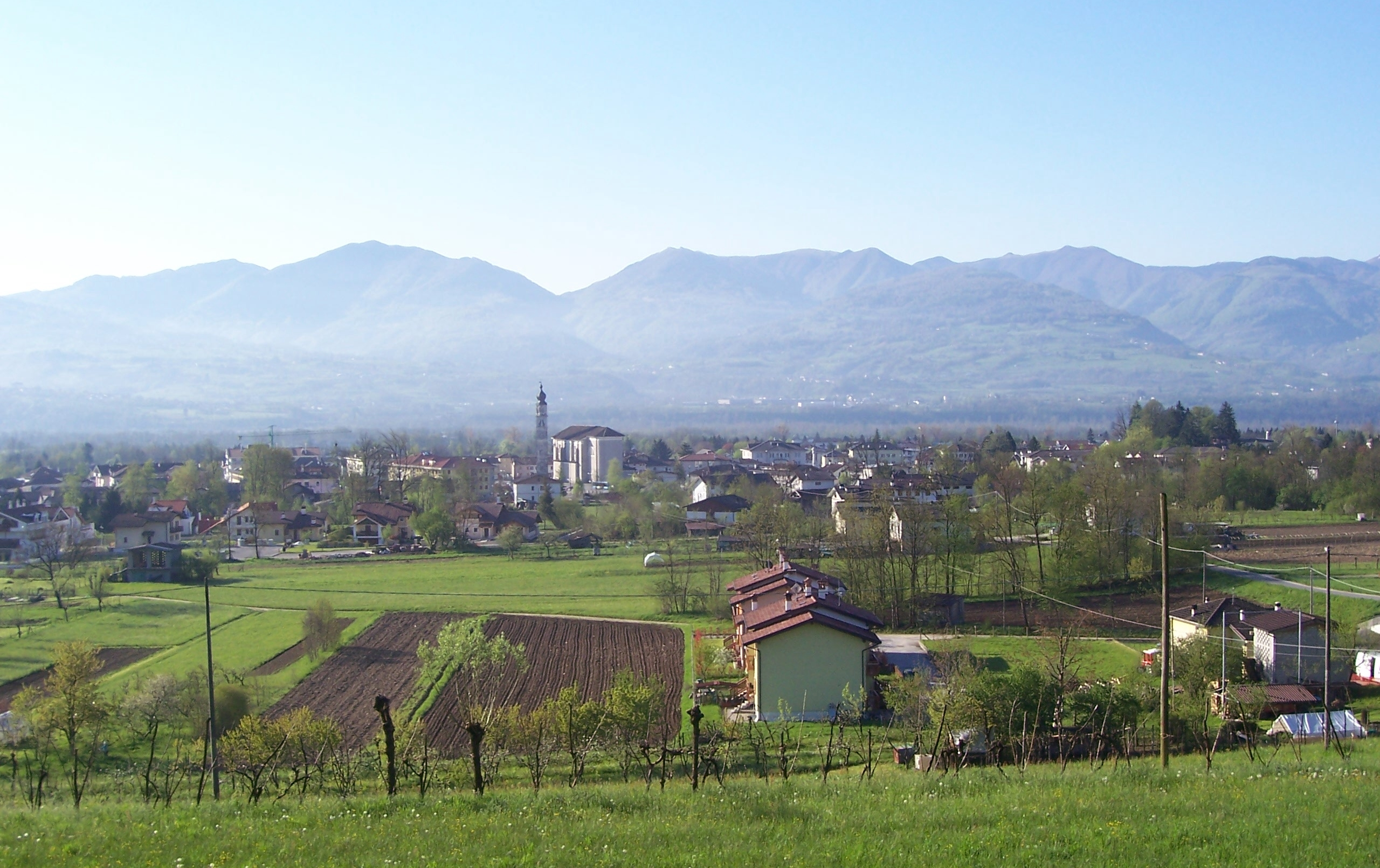
Santa Giustina

Santa Giustina ist eine nordostitalienische Gemeinde (comune) mit 6579 Einwohnern (Stand 31. Dezember 2023) in der Provinz Belluno in Venetien. Die Gemeinde liegt etwa 15 Kilometer südwestlich von Belluno am Piave. Santa Giustina ist Teil des Parco nazionale delle Dolomiti Bellunesi.

## Geschichte
Der Ursprung der Gemeinde liegt in der langobardischen Zeit von 568 bis 774. Aus der nachfolgenden Zeit der Franken rührt der erste Kirchenbau her. Ab 1404 war die Gemeinde Teil der Republik Venedig.

## Verkehr
Durch die Gemeinde führt die Strada Regionale 50 del Grappa e del Passo Rolle.

## Gemeindepartnerschaften
Santa Giustina unterhält eine Partnerschaft mit der brasilianischen Gemeinde São Valentim im Bundesstaat Rio Grande do Sul.